# Virgilia nigropicta
Virgilia nigropicta är en insektsart som beskrevs av Stsl 1870. Virgilia nigropicta ingår i släktet Virgilia och familjen Lophopidae. Inga underarter finns listade i Catalogue of Life.